# Comuna Corni, Galați
Corni (în trecut, Măcișeni) este o comună în județul Galați, Moldova, România, formată din satele Corni (reședința), Măcișeni și Urlești. Conform recensămîntului din 2011, comuna Corni are o populație de 2066 de locuitori.

## Așezare
Comuna se află în partea centrală a județului, pe malurile râului Suhurlui. Este străbătută de șoseaua județeană DJ251G, care o leagă spre est de Vârlezi (unde se intersectează cu DN24D) și spre vest de Valea Mărului. Lângă Corni, din acest drum se ramifică șoseaua județeană DJ251F, care duce spre nord la Smulți.

## Istorie
La sfârșitul secolului al XIX-lea, comuna purta denumirea de Măcișeni, făcea parte din plasa Zimbrul a județului Covurlui, și era formată din satele Corni, Măcișeni și Urlești, având în total 1523 de locuitori. În comună funcționau două biserici („Sfinții Voievozi” la Corni și „Sfântul Nicolae” la Urlești) și două mori cu aburi. În 1925, comuna se numea Corni, după noul sat de reședință, făcea parte din plasa Bujor a aceluiași județ și avea, conform Anuarului Socec, 2038 de locuitori.
În 1950, comuna a fost transferată raionului Bujor din regiunea Galați. În 1968, a trecut la județul Galați.

## Demografie
Componența etnică a comunei Corni
     Români (95,2%)
     Alte etnii (4,8%)
Componența confesională a comunei Corni
     Ortodocși (94,93%)
     Alte religii (0,17%)
     Necunoscută (4,91%)
Conform recensământului efectuat în 2021, populația comunei Corni se ridică la 1.814 locuitori, în scădere față de recensământul anterior din 2011, când fuseseră înregistrați 2.066 de locuitori. Majoritatea locuitorilor sunt români (95,2%). Din punct de vedere confesional, majoritatea locuitorilor sunt ortodocși (94,93%), iar pentru 4,91% nu se cunoaște apartenența confesională.

## Politică și administrație
Comuna Corni este administrată de un primar și un consiliu local compus din 11 consilieri. Primarul, Petrișor-Lică Mohoria[*], de la Partidul Social Democrat, este în funcție din 1 noiembrie 2024. Începând cu alegerile locale din 2024, consiliul local are următoarea componență pe partide politice:
|  | Partid                    | Consilieri | Componența Consiliului | Componența Consiliului | Componența Consiliului | Componența Consiliului | Componența Consiliului | Componența Consiliului |
|  | ------------------------- | ---------- | ---------------------- | ---------------------- | ---------------------- | ---------------------- | ---------------------- | ---------------------- |
|  | Partidul Social Democrat  | 6          |                        |                        |                        |                        |                        |                        |
|  | Alianța Dreapta Unită     | 3          |                        |                        |                        |                        |                        |                        |
|  | Partidul Național Liberal | 2          |                        |                        |                        |                        |                        |                        |